# 松永恭二
松永 恭二（まつなが きょうじ、1960年〈昭和35年〉4月9日 - ）は、日本の政治家。香川県丸亀市長（2期）。元丸亀市議会議員（4期）。

## 来歴
香川県丸亀市川西町出身。香川県立丸亀高等学校卒業。1984年（昭和59年）3月、神戸学院大学経済学部卒業。同年4月、加ト吉（現・テーブルマーク）に就職。1990年（平成2年）、セシールに転職。
その後軟式野球スポーツ少年団等のコーチを経て2005年（平成17年）、丸亀市議会議員に初当選。2017年（平成29年）、4期目の当選を果たす。市議時代は自由民主党に所属した。
2021年（令和3年）4月18日に行われた市長選挙に自民党・公明党の推薦を受けて立候補。選挙戦ではコロナ禍での経済対策として「全市民1人10万円給付」を公約に掲げた。現職の梶正治を僅差で破り初当選した。4月24日、市長就任。
※当日有権者数：91,068人 最終投票率：54.23%（前回比：0.66pts）
| 候補者名 | 年齢 | 所属党派 | 新旧別 | 得票数   | 得票率 | 推薦・支持             |
| -------- | ---- | -------- | ------ | -------- | ------ | ---------------------- |
| 松永恭二 | 61   | 無所属   | 新     | 24,790票 | 50.94% | （推薦）自民党・公明党 |
| 梶正治   | 68   | 無所属   | 現     | 23,873票 | 49.06% |                        |

2025年、無投票で再選。

## 人物

### 10万円給付公約問題
2021年（令和3年）4月26日、松永は初登庁。公約に掲げた「全市民1人10万円給付」について「夏までの実施を目指す」と述べた。財源などは明確にしなかったが、6月議会に提案する方針を示した。
ところが同年5月24日、記者会見で「感染症対策に対応する財政の余力を残したい」などと述べ、給付額を5万円に下げると発表。6月1日、市民一人当たり5万円の定額給付金を含む一般会計補正予算案を市議会に提出した。
同年6月4日、市議会一般質問で大西浩市議が「10万円で公約で市長選に打って出て、それで勝利してあとは5万円に下げて、結局は議会で否決するやろう、と思っていたんじゃないんですか？」と質問。これに対し松永は「当初から、5万円に下げるというようなことは全く考えていませんでした」と答弁した。
同年6月14日、市議会の都市環境委員会が開かれるも、5万円の支給に対して効果を疑問視する声や財源不足を指摘する声が相次いだ。そのため、議員提案として支給額を3万円に減額する案が提案され、採決の結果、賛成多数で可決された。本会議の採決は6月21日に行われ、賛成多数で可決された。

### 統一教会との関係
- 2017年（平成29年）、世界平和統一家庭連合（旧統一教会）は高松市の教団施設で「真の父母様御聖誕記念礼拝」を開催。創始者の文鮮明と総裁の韓鶴子を祝うこの礼拝に参加した[12]。
- 2021年（令和3年）の市長選挙の際、統一教会の関係者から、選挙事務所での電話作戦やビラ配りなどの支援を受けた[12]。
- 2021年（令和3年）7月と2022年（令和4年）5月、丸亀市は、統一教会の関連団体「天宙平和連合（UPF）」が主催する自転車イベント「ピースロード」を後援。松永は主催者側からそれぞれ表敬訪問を受けた[12]。